# Throckmorton megye
Throckmorton megye az Amerikai Egyesült Államokban, azon belül Texas államban található. Megyeszékhelye és legnagyobb városa Throckmorton. Lakosainak száma 1440 fő (2020. április 1.). Throckmorton megye Baylor, Young, Stephens, Shackelford, Haskell, Archer és Knox megyékkel határos.

## Népesség
A megye népességének változása:
| Lakosok száma | 1630 | 1640 | 1609 | 1600 | 1579 | 1527 | 1440 |
|               | 2010 | 2011 | 2012 | 2013 | 2015 | 2017 | 2020 |